# Talijanski vaterpolski kup
Talijanski vaterpolski kup (Coppa Italia) je državni vaterpolski kup Italije. Kup organizira FIN i rezerviran je za timove Serie A1. Prvo izdanje dogodilo se 1970. godine, a najuspješniji klub je Pro Recco, koji je 14 puta osvojìo naslov.

## Povijest i format natjecanja
Prvo izdanje ovog natjecanja održano je 1970. godine, a osvojio ga je Canottieri Napoli. Natjecanje je neredovito održavano do 1998. godine, da bi se ponovno pokrenulo u sezoni 2004./05., od kada se održava redovito. Od ovog posljednjeg početka najuspješniji tim bio je Pro Recco koji je 13 od 15 natjecanja. Od sezone 2018./19., za trofej se natječu sve momčadi iz Serie A1. Sudionici se natječu u jednoj ili dvije etape kvalifikacija, a onda se suočavaju u nokaut-fazi. U posljednje 2 olimpijske godine (2016. i 2020.) kup je, zbog pretrpanog kalendara klubova i nacionalne momčadi, bio ograničen na momčadi koji su u prvom dijelu regularne sezone Serie A1 bili pozicionirane od 1. do 4. mjesta.

## Pobjednici
| - 1970: Canottieri Napoli - 1971–73: Nije održano - 1974: Pro Recco - 1975: Nije održano - 1976: RN Florentia - 1977–83: Nije održano - 1984./85: Pescara - 1985./86: Pescara - 1986./87: CN Posillipo - 1987./88: RN Arenzano - 1988./89: Pescara - 1989./90: RN Savona | - 1990./91: RN Savona - 1991./92: Pescara - 1992./93: RN Savona - 1994-97: Nije održano - 1997./98.: Pescara - 1999–2004: Nije održano - 2004./05.: Canottieri Bissolati - 2005./06.: Pro Recco - 2006./07.: Pro Recco - 2007./08.: Pro Recco - 2008./09.: Pro Recco - 2009./10.: Pro Recco | - 2010./11.: Pro Recco - 2011./12.: AN Brescia - 2012./13.: Pro Recco - 2013./14.: Pro Recco - 2014./15.: Pro Recco - 2015./16.: Pro Recco - 2016./17.: Pro Recco - 2017./18.: Pro Recco - 2018./19.: Pro Recco - 2019./20.: |

## Vječna ljestvica
| # | Momčad               | Naslovi |
| - | -------------------- | ------- |
| 1 | Pro Recco            | 14      |
| 2 | Pescara              | 5       |
| 3 | RN Savona            | 3       |
| 4 | Canottieri Napoli    | 1       |
| 4 | RN Florentia         | 1       |
| 4 | CN Posillipo         | 1       |
| 4 | RN Arenzano          | 1       |
| 4 | Canottieri Bissolati | 1       |
| 4 | AN Brescia           | 1       |